# 皮耶韦-迪泰科
皮耶韦-迪泰科（義大利語：Pieve di Teco），是意大利因佩里亚省的一个市镇。总面积40.61平方公里，人口1447人，人口密度35.6人/平方公里（2009年）。ISTAT代码为008042。

## 友好城市
- 法國巴尼奥勒昂福雷 1990年